# Helsingin kaupungin liikennelaitos
Helsingin kaupungin liikennelaitos (in svedese: Helsingfors stads trafikverk; HKL-HST) è una società interamente partecipata dal comune di Helsinki e incaricata della gestione di gran parte del trasporto pubblico della città. Gestisce la metropolitana, la rete tranviaria e i traghetti nella capitale finlandese, gestendo inoltre l'intera infrastruttura del trasporto pubblico locale.

## Esercizio

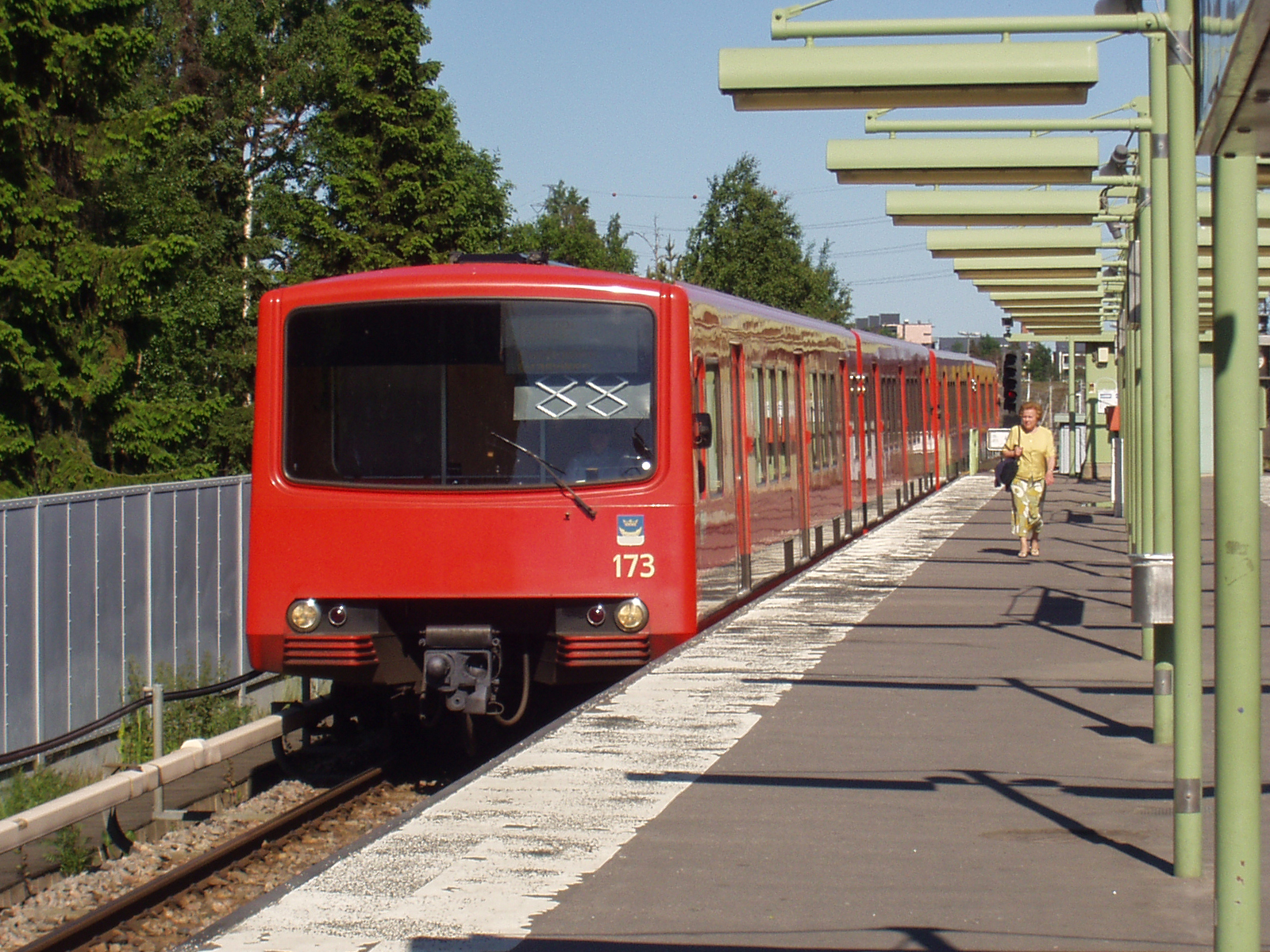
Convoglio n. 173 della metropolitana di Helsinki

L'azienda gestisce trasporti su rotaia, mediante convogli della metropolitana (1 linea di 22 km con 17 stazioni, inaugurata nel 1982) e tram (11 linee percorrenti 71 km), nonché collegamenti marittimi con battelli.

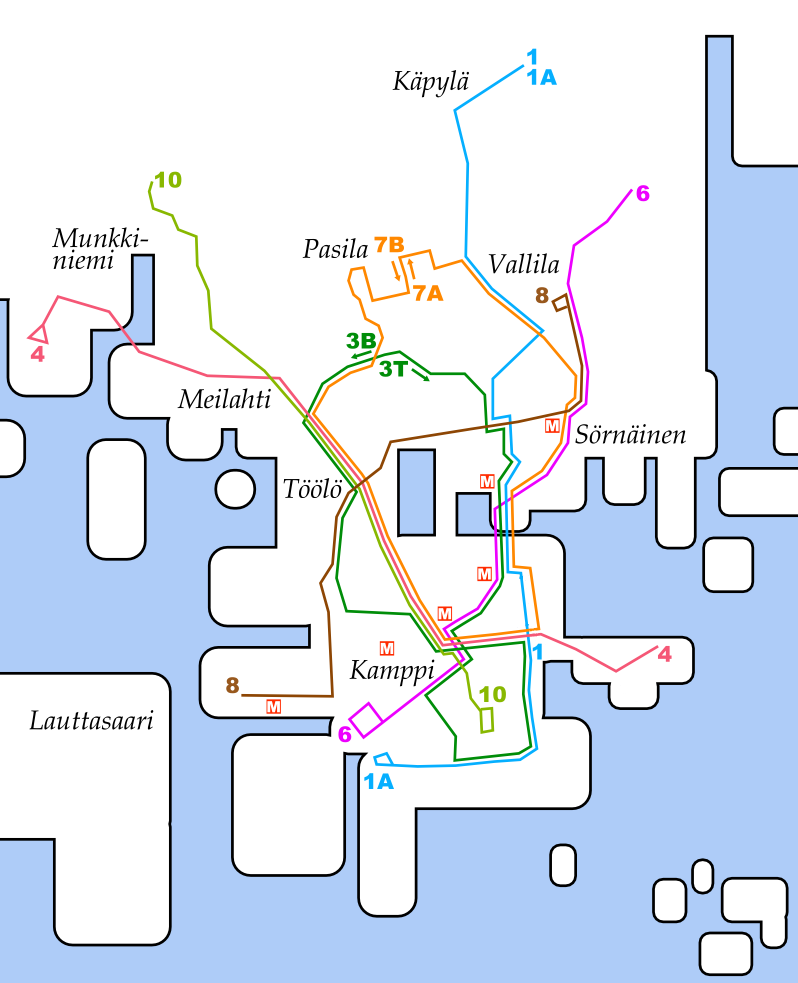
Rete tranviaria di Helsinki

Precedentemente operava anche sulle autolinee fino a quando si è unita ad un'altra società, la Suomen turistiauto per dar vita ad una nuova compagnia, la Helsingin bussiliikenne. Nonostante ciò, pur non disponendo più di autobus, ne progetta ancora le linee con gli instradamenti nella città e ne controlla il servizio.